# Forstamt Pankow

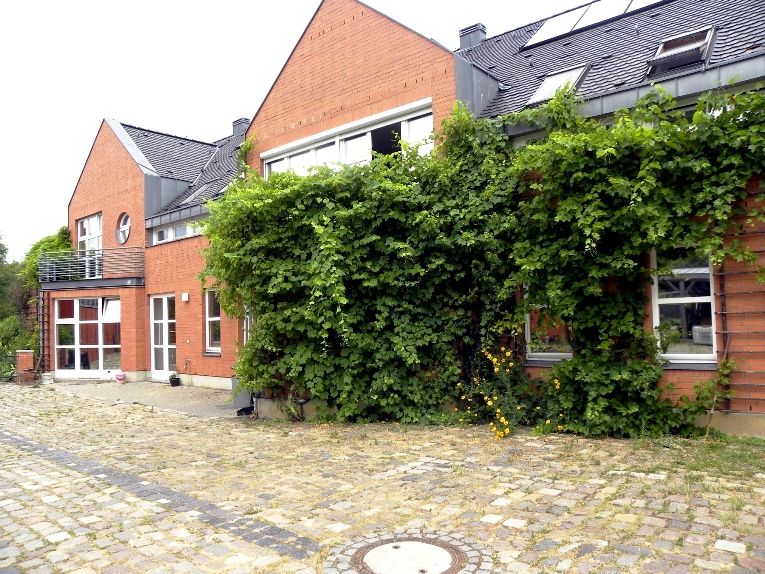
Forstamt Pankow in der Blankenfelder Chaussee, Berlin

Das Forstamt Pankow ist eine Dienststelle der Berliner Forsten. Das Forstamt ist zuständig für die Berliner Liegenschaften im Berliner Bezirk Pankow sowie im Brandenburger Landkreis Barnim.

## Struktur

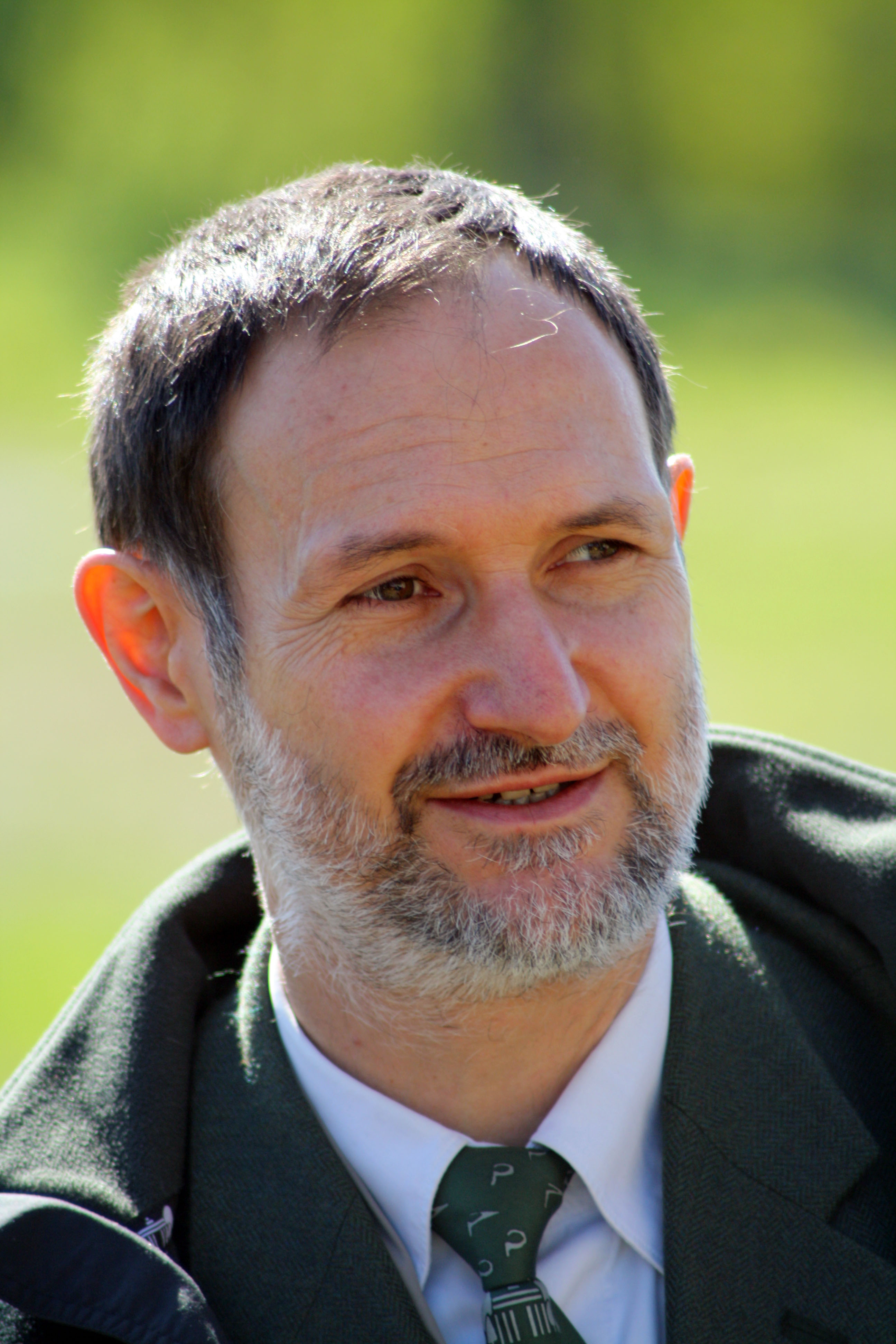
Romeo Kappel, Leiter des Forstamts Pankow

Der Bereich des Forstamts liegt auf dem Barnim, einer eiszeitlichen Hochfläche im Nordosten Berlins. Die Waldfläche beträgt insgesamt rund 8500 Hektar. Es ist in sieben Revierförstereien (RFö) unterteilt, die die örtliche Verwaltung organisieren:
- mit Sitz in Berlin die Revierförstereien Blankenfelde, Buch und Gorin sowie
- mit Sitz im brandenburgischen Wandlitz die Revierförstereien Lanke, Prenden und Ützdorf sowie die Revierförsterei Albertshof in Rüdnitz.

Leiter des Forstamts ist Romeo Kappel.

## Natur
Zwei Drittel der Fläche ist mit Kiefern bewachsen, die das Gesamtbild dominieren. Durch das Gebiet verläuft eine Klimazonengrenze zwischen dem trockenen Tieflandklima der Stadt und dem feuchten Tieflandklima nördlich der Stadtgrenze. Dadurch sind gute Voraussetzungen für das Wachstum von Buchen gegeben. Hier befinden sich die größten Altbuchenbestände der Berliner Forsten, die sieben Prozent des Waldbestandes im Forstamt Pankow ausmachen. Im restlichen Mischwald sind außerdem lediglich einige Eichenbestände wirtschaftlich bedeutend. Als Nutzwald ist der Baumbestand relativ jung, lediglich ein Drittel ist älter als 80 Jahre.